# GoSupermodel
goSupermodel was een website annex crossplatform, ontwikkeld en gefinancierd door het Deense softwarebedrijf watAgame ApS (huidige naam is Momio ApS) dat gevestigd was in Kopenhagen. De website werd na de oprichting actief in verschillende landen en in verschillende talen, waaronder Noors, Zweeds, Engels, Fins, Duits en Nederlands. Het Haarlemse bedrijf Red Chocolate kreeg in 2007 de distributierechten voor de Benelux en was beheerder van de Nederlandse website nl.goSupermodel.com

## Geschiedenis
De oprichter Henrik Riis heeft de website in 2005 als grap bedacht en gemaakt voor zijn eigen 3 dochters die zelf model wilden worden. Nadat hij de website online zette en openbaar maakte bleek er grote belangstelling te ontstaan en besloot hij het zakelijke beheer van de website onder te brengen in zijn eigen gamebedrijf, watAgame ApS, dat al vanaf 2003 actief was. Rijs bleef zelf, en later samen met zijn dochters, verantwoordelijk voor de inhoud, de spellen en de lay-out van de website. 

In 2007 kreeg het bedrijf, via twee Deense investeerders en het Amerikaanse Accel, een kapitaalinjectie van 3 miljoen euro en kon het bedrijf specifiek voor de website haar marketingactiviteiten uitbreiden en het spelplatform verbeteren.

## Website
Geïnteresseerde bezoekers (veelal meisjes ) konden zich registreren en vervolgens een eigen model / avatar aanmaken dat men kon kleden zoals zij zelf wilden zijn of waren. Door spellen(gratis) te spelen kon men “ goMoney” (credits) verdienen en met deze credits kon men nieuwe kleding of een nieuw kapsel kopen. In ruil voor echt geld konden de goMoney credits ook worden aangeschaft. (Bestedingslimiet was 5 euro per week). Door veel spellen te spelen op de website was het mogelijk om te groeien in status, variërend vanaf de start als beginner, catalogusmodel, commercieel model, topmodel tot supermodel. Ook was het mogelijk om een eigen magazine te maken en ook dat kon credits opleveren.
In 2012 kwam de website in het nieuws toen bleek dat de jonge abonnees steeds vaker moesten betalen voor onderdelen op de website. In augustus van dat jaar werden de losse shops en kleedruimte vervangen voor een algemene winkel met kledingkast. Dit had te maken met het niet langer werken van Java-applets in browsers, waardoor de originele pagina's geen functionaliteit meer zouden hebben.

## Doelgroep en bereik
De doelgroep van de website was vooral meisjes tussen de 10 en 15 jaar, maar er waren ook jongere en oudere meisjes die op de site actief waren.

Volgens Alexa stond goSupermodel.com op nummer 44 van de Deense internetsites, terwijl de overeenkomstige positie in Noorwegen 81 was. De websites van Gosupermodel hadden in Europa een miljoen verschillende gebruikers (2007). In Nederland kende de website in 2008 circa 747.000 actieve profielen.

## Samenwerkingsverbanden
GoSupermodel.nl heeft tijdens haar bestaan diverse samenwerkingsverbanden gehad met bekende organisaties zoals de Rabobank, Nivea, SiSi frisdranken, Planinternational, Nintendo, Gilette, Plan Nederland en Achmea.

## Einde en doorstart
Op 24 mei 2016 besloot het moederbedrijf de websites van goSupermodel te sluiten vanwege afnemende belangstelling en omzetten. Jaar voor sluiting was toegang tot het spel alleen mogelijk via de "Superpass". Deze pas kostte 9,99 euro en gaf drie maanden toegang tot goSupermodel.
Op 12 december 2022 kwam de website van goSupermodel weer online met één server nadat via crowdfunding op Indiegogo geld was geworven. Het betreft de Engelstalige versie van het spel. Bij de relaunch ontbraken echter wel nog enkele originele games die vanwege verouderde systemen opnieuw moesten worden gemaakt. Moderne browsers weigeren de destijds gebruikte plugin Adobe Flash Player.
De meest recente originele games werden al ontwikkeld met nieuwere technieken en konden direct weer online worden gezet. Naast de al aanwezige games Sketzmo en Wardrobe Challenge werd op 14 april 2023 de single-player modus van het spel Backstage Rush teruggebracht. De multiplayer modus staat samen met de game Dance Show op de planning voor het tweede kwartaal van 2023. Het spel Photo Shoot moet terugkeren in het derde kwartaal van hetzelfde jaar. Daarmee zullen alle originele games weer beschikbaar zijn. Ook het spel Daily Pinball, dat verschijnt na het inloggen, en de Flying Pigs die opduiken op de website werken zoals voorheen.